# Saint-Didier-d'Allier
Saint-Didier-d'Allier är en kommun i departementet Haute-Loire i regionen Auvergne-Rhône-Alpes i centrala Frankrike. Kommunen ligger i kantonen Cayres som tillhör arrondissementet Le Puy-en-Velay. År 2018 hade Saint-Didier-d'Allier 44 invånare.

## Befolkningsutveckling
Antalet invånare i kommunen Saint-Didier-d'Allier
| Referens: INSEE |